# Atentados de Casablanca em 2003
Os atentados de Casablanca em 2003 foram uma série de atentados suicidas em 16 de maio de 2003, em Casablanca, Marrocos. Os ataques foram os ataques terroristas mais mortíferos da história do país. Quarenta e cinco pessoas foram mortas nos ataques (33 vítimas e 12 homens-bomba). Os homens-bomba vieram das favelas de Sidi Moumen, um subúrbio pobre de Casablanca. Nesse mesmo ano, Adil Charkaoui, um residente de Casablanca que recebeu um Certificado de Segurança em Montreal, Canadá, foi acusado de apoiar o terrorismo, e rumores alegam que ele pode ter desempenhado um papel financeiro nos atentados.